# Plestiodon japonicus
Plestiodon japonicus là một loài thằn lằn trong họ Scincidae. Loài này được Peters mô tả khoa học đầu tiên năm 1864.

## Hình ảnh

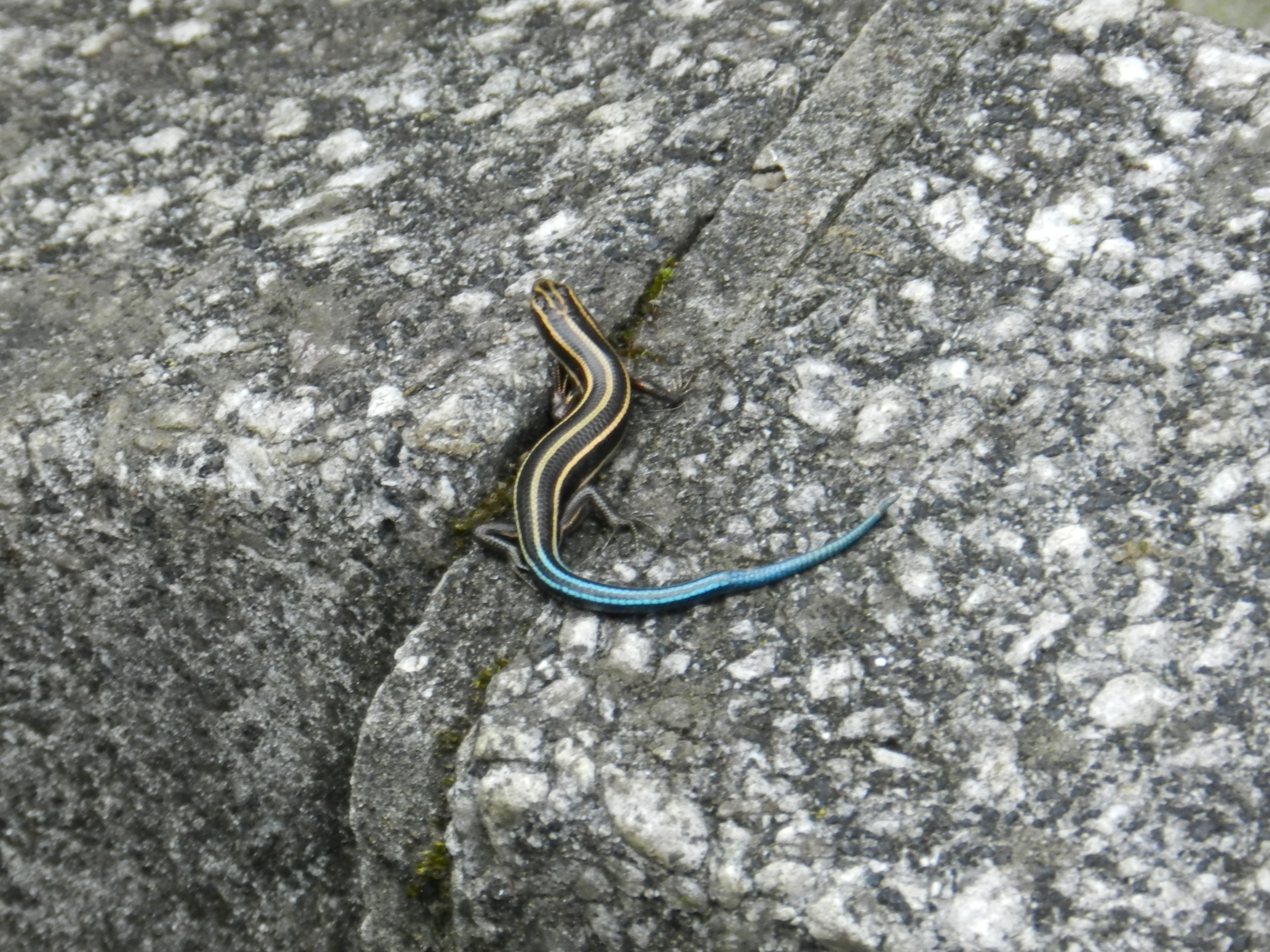
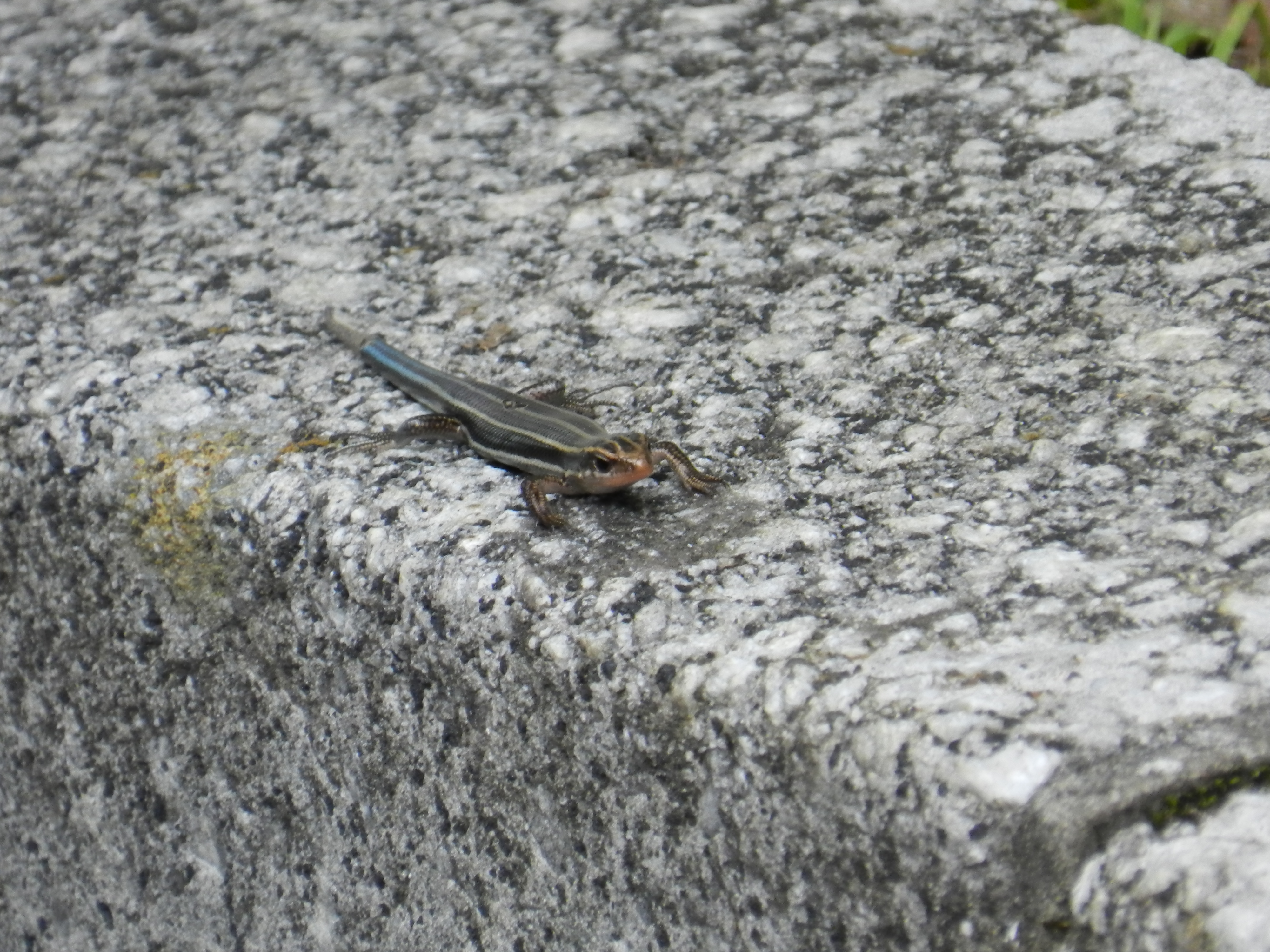
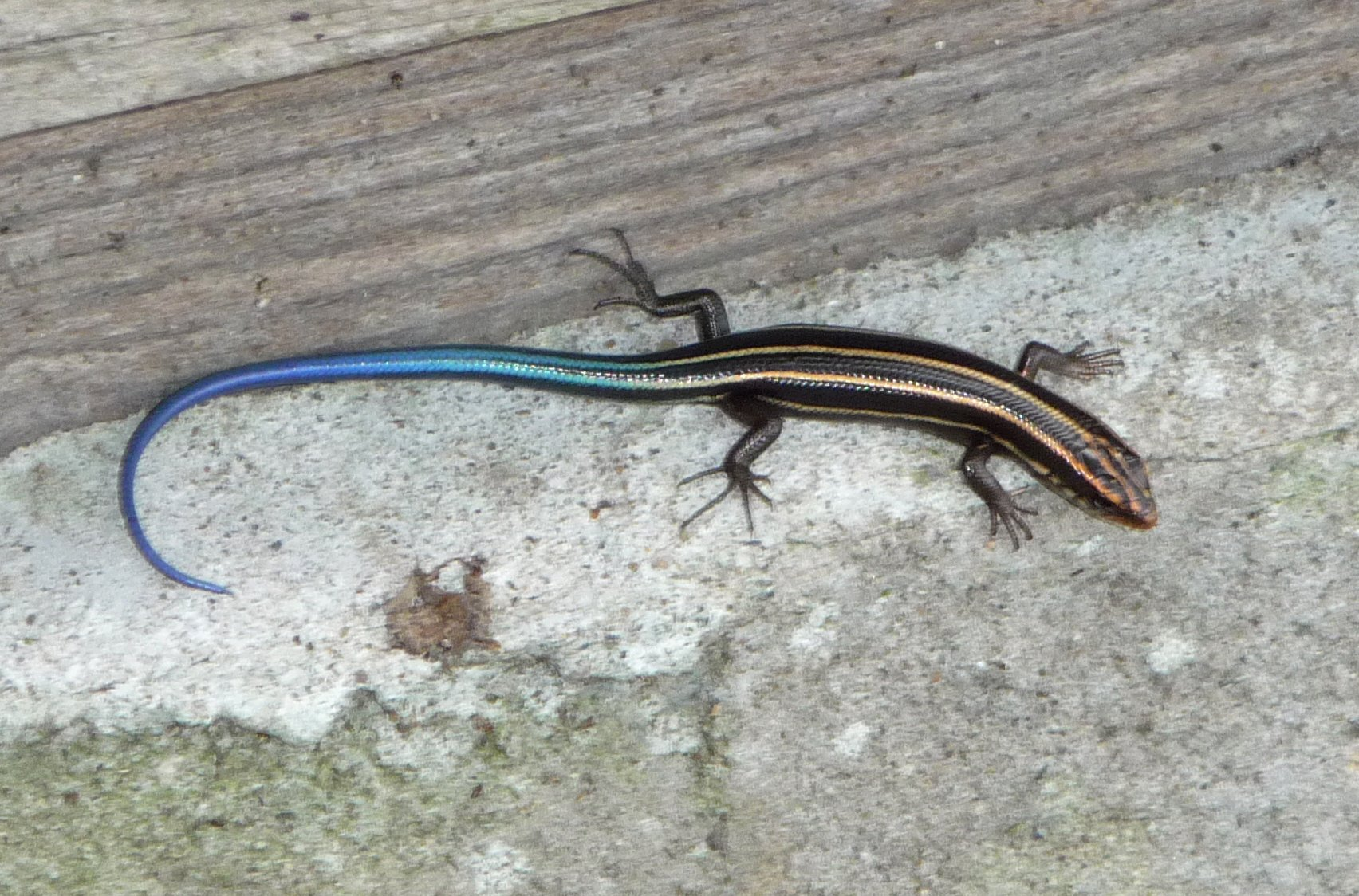
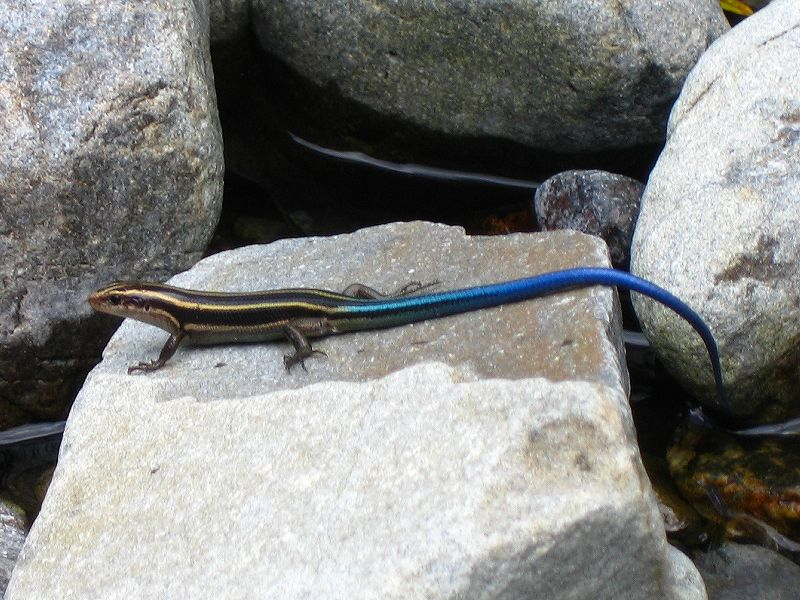